# Seznam medailistek na mistrovství světa v plavání na otevřené vodě
Toto je seznam medailistů v plavání na otevřené vodě na mistrovství světa kterou pořádá Mezinárodní plavecká federace.

## 5 km
| Rok     | Zlato                          | Zlato     | Stříbro                         | Bronz                                      |
| ------- | ------------------------------ | --------- | ------------------------------- | ------------------------------------------ |
| MS 1998 | Erica Roseová (USA)            | 59:23,5   | Edith van Dijková (NED)         | Peggy Büchseová (GER)                      |
| MS 2000 | Peggy Büchseová (GER)          | 1:02:36,3 | Kalyn Kellerová (USA)           | Viola Valliová (ITA)                       |
| MS 2001 | Viola Valliová (ITA)           | 1:00:23,0 | Peggy Büchseová (GER)           | Hayley Lewisová (AUS)                      |
| MS 2002 | Viola Valliová (ITA)           | 56:52,0   | Edith van Dijková (NED)         | Hanna Milusková (SUI)                      |
| MS 2003 | Viola Valliová (ITA)           | 57:01,2   | Jana Pechanová (CZE)            | Britta Kamrauová (GER)                     |
| MS 2004 | Larisa Ilčenková (RUS)         | 1:03:11,9 | Xenija Popovová (RUS)           | Sara McLartyová (USA)                      |
| MS 2005 | Larisa Ilčenková (RUS)         | 55:40,1   | Margaret Keefeová (USA)         | Edith van Dijková (NED)                    |
| MS 2006 | Larisa Ilčenková (RUS)         | 1:08:19,7 | Poliana Okimotová (BRA)         | Britta Coresteinová (GER)                  |
| MS 2007 | Larisa Ilčenková (RUS)         | 1:00:41,3 | Jekatěrina Seliverstovová (RUS) | Kate Brookesová-Petersonová (AUS)          |
| MS 2008 | Larisa Ilčenková (RUS)         | 1:00:04,6 | Jekatěrina Seliverstovová (RUS) | Chloe Suttonová (USA)                      |
| MS 2009 | Melissa Gormanová (AUS)        | 56:55,8   | Larisa Ilčenková (RUS)          | Poliana Okimotová (BRA)                    |
| MS 2010 | Eva Fabianová (USA)            | 1:02:00,9 | Giorgia Consigliová (ITA)       | Ana Marcela Cunhaová (BRA)                 |
| MS 2011 | Swann Obersonová (SUI)         | 1:00:39,7 | Aurélie Mullerová (FRA)         | Ashley Twichellová (USA)                   |
| MS 2013 | Haley Andersonová (USA)        | 56:34,2   | Poliana Okimotová (BRA)         | Ana Marcela Cunhaová (BRA)                 |
| MS 2015 | Haley Andersonová (USA)        | 58:48,4   | Kalliopi Arauzosová (GRE)       | Finnia Wunramová (GER)                     |
| MS 2017 | Ashley Twichellová (USA)       | 59:07,0   | Aurélie Mullerová (FRA)         | Ana Marcela Cunhaová (BRA)                 |
| MS 2019 | Ana Marcela Cunhaová (BRA)     | 57:56,0   | Aurélie Mullerová (FRA)         | Leonie Becková (GER) Hannah Mooreová (USA) |
| MS 2022 | Ana Marcela Cunhaová (BRA)     | 57:52,9   | Aurélie Mullerová (FRA)         | Giulia Gabbrielleschiová (ITA)             |
| MS 2023 | Leonie Becková (GER)           | 59:31,7   | Sharon van Rouwendaalová (NED)  | Ana Marcela Cunhaová (BRA)                 |
| MS 2024 | Sharon van Rouwendaalová (NED) | 57:33.9   | Chelsea Gubeckaová (AUS)        | Ana Marcela Cunhaová (BRA)                 |

## 10 km
| Rok     | Zlato                          | Zlato     | Stříbro                         | Bronz                                             |
| ------- | ------------------------------ | --------- | ------------------------------- | ------------------------------------------------- |
| MS 2000 | Edith van Dijková (NED)        | 2:06:44,5 | Melissa Pasqualiová (ITA)       | Peggy Büchseová (GER)                             |
| MS 2001 | Peggy Büchseová (GER)          | 2:17:32,0 | Irina Abysovová (RUS)           | Edith van Dijková (NED)                           |
| MS 2002 | Britta Kamrauová (GER)         | 1:56:42,3 | Viola Valliová (ITA)            | Angela Maurerová (GER)                            |
| MS 2003 | Viola Valliová (ITA)           | 1:59:49,9 | Angela Maurerová (GER)          | Edith van Dijková (NED)                           |
| MS 2004 | Britta Kamrauová (GER)         | 2:07:51,7 | Jana Pechanová (CZE)            | Lauren Arndtová (AUS)                             |
| MS 2005 | Edith van Dijková (NED)        | 1:56:00,5 | Federica Vitaleová (ITA)        | Britta Kamrauová (GER)                            |
| MS 2006 | Larisa Ilčenková (RUS)         | 2:19:49,9 | Poliana Okimotová (BRA)         | Xenija Popovová (RUS)                             |
| MS 2007 | Larisa Ilčenková (RUS)         | 2:03:57,9 | Cassandra Pattenová (GBR)       | Kate Brookesová-Petersonová (AUS)                 |
| MS 2008 | Larisa Ilčenková (RUS)         | 2:02:02,7 | Cassandra Pattenová (GBR)       | Yurema Requenaová (ESP)                           |
| MS 2009 | Keri-Anne Payneová (GBR)       | 2:01:37,1 | Jekatěrina Seliverstovová (RUS) | Martina Grimaldiová (ITA)                         |
| MS 2010 | Martina Grimaldiová (ITA)      | 2:05:45,2 | Giorgia Consigliová (ITA)       | Melissa Gormanová (AUS)                           |
| MS 2011 | Keri-Anne Payneová (GBR)       | 2:01:58,1 | Martina Grimaldiová (ITA)       | Marianna Lympertasová (GRE)                       |
| MS 2013 | Poliana Okimotová (BRA)        | 1:58:19,2 | Ana Marcela Cunhaová (BRA)      | Angela Maurerová (GER)                            |
| MS 2015 | Aurélie Mullerová (FRA)        | 1:58:04,3 | Sharon van Rouwendaalová (NED)  | Ana Marcela Cunhaová (BRA)                        |
| MS 2017 | Aurélie Mullerová (FRA)        | 2:00:13,7 | Samantha Arévalová (ECU)        | Ana Marcela Cunhaová (BRA) Arianna Bridiová (ITA) |
| MS 2019 | Sin Sin (CHN)                  | 1:54:47,2 | Haley Andersonová (USA)         | Rachele Bruniová (ITA)                            |
| MS 2022 | Sharon van Rouwendaalová (NED) | 2:02:29,2 | Leonie Becková (GER)            | Ana Marcela Cunhaová (BRA)                        |
| MS 2023 | Leonie Becková (GER)           | 2:02:34,0 | Chelsea Gubeckaová (AUS)        | Kathryn Grimesová (USA)                           |
| MS 2024 | Sharon van Rouwendaalová (NED) | 1:57:26.8 | María de Valdésová (ESP)        | Angélica Andréová (POR)                           |

## 25 km (1991 - 2022)
| Rok     | Zlato                            | Zlato     | Stříbro                        | Stříbro   | Bronz                            | Bronz     |
| ------- | -------------------------------- | --------- | ------------------------------ | --------- | -------------------------------- | --------- |
| MS 1991 | Shelley Taylorová-Smithová (AUS) | 5:21:05,6 | Martha Jahnová (USA)           | 5:25:16,7 | Karen Burtonová (USA)            | 5:28:22,8 |
| MS 1994 | Melissa Cunninghamová (AUS)      | 5:48:25,1 | Rita Kovácsová (HUN)           | 5:50:13,8 | Shelley Taylorová-Smithová (AUS) | 5:53:12,9 |
| MS 1998 | Tobie Smithová (USA)             | 5:31:20,1 | Peggy Büchseová (GER)          | 5:32:19,2 | Edith van Dijková (NED)          | 5:38:06,9 |
| MS 2000 | Edith van Dijková (NED)          | 5:30:04,1 | Viola Valliová (ITA)           | 5:30:06,1 | Angela Maurerová (GER)           | 5:30:08,1 |
| MS 2001 | Viola Valliová (ITA)             | 5:56:51,0 | Edith van Dijková (NED)        | 6:00:36,0 | Angela Maurerová (GER)           | 6:06:19,0 |
| MS 2002 | Edith van Dijková (NED)          | 6:11:21,0 | Angela Maurerová (GER)         | 6:11:22,5 | Britta Kamrauová (GER)           | 6:11:22,7 |
| MS 2003 | Edith van Dijková (NED)          | 5:35:43,5 | Britta Kamrauová (GER)         | 5:35:46,1 | Angela Maurerová (GER)           | 5:35:46,5 |
| MS 2004 | Britta Kamrauová (GER)           | 5:43:09,6 | Edith van Dijková (NED)        | 5:43:09,7 | Natalija Pankinová (RUS)         | 5:43:14,4 |
| MS 2005 | Edith van Dijková (NED)          | 5:25:06,6 | Britta Kamrauová (GER)         | 5:25:06,9 | Laura La Pianaová (ITA)          | 5:25:11,5 |
| MS 2006 | Angela Maurerová (GER)           | 6:22:46,9 | Natalija Pankinová (RUS)       | 6:22:47,8 | Xenija Popovová (RUS)            | 6:22:51,3 |
| MS 2007 | Britta Kamrauová (GER)           | 5:37:11,7 | Kalyn Kellerová (USA)          | 39:39,7   | Xenija Popovová (RUS)            | 39:51,6   |
| MS 2008 | Xenija Popovová (RUS)            | 5:27:48,2 | Edith van Dijková (NED)        | 5:27:50,3 | Natalija Pankinová (RUS)         | 5:27:53,9 |
| MS 2009 | Angela Maurerová (GER)           | 5:47:48,0 | Anna Uvarovová (RUS)           | 5:47:51,9 | Federica Vitaleová (ITA)         | 5:47:52,7 |
| MS 2010 | Linsy Heisterová (NED)           | 5:52:13,1 | Margarita Domínguezová (ESP)   | 5:55:59,3 | Célia Barrotová (FRA)            | 5:57:02,9 |
| MS 2011 | Ana Marcela Cunhaová (BRA)       | 5:29:22,9 | Angela Maurerová (GER)         | 5:29:25,0 | Alice Francoová (ITA)            | 5:29:30,8 |
| MS 2013 | Martina Grimaldiová (ITA)        | 5:07:19,7 | Angela Maurerová (GER)         | 5:07:19,8 | Eva Fabianová (USA)              | 5:07:20,4 |
| MS 2015 | Ana Marcela Cunhaová (BRA)       | 5:13:47,3 | Anna Olaszová (HUN)            | 5:14:13,4 | Angela Maurerová (GER)           | 5:15:07,6 |
| MS 2017 | Ana Marcela Cunhaová (BRA)       | 5:21:58,4 | Sharon van Rouwendaalová (NED) | 5:22:00,8 | Arianna Bridiová (ITA)           | 5:22:08,2 |
| MS 2019 | Ana Marcela Cunhaová (BRA)       | 5:08:03,0 | Finnia Wunramová (GER)         | 5:08:11,6 | Lara Grangeonová (FRA)           | 5:08:21,2 |
| MS 2022 | Ana Marcela Cunhaová (BRA)       | 5:24:15,0 | Lea Boyová (GER)               | 5:24:15,2 | Sharon van Rouwendaalová (NED)   | 5:24:15,3 |